# Vladimir Ivanovitch Kouznetsov
Vladimir Ivanovitch Kouznetsov, né le 30 juin 1915 et mort le 21 mars 2005 est un chimiste et historien des sciences soviétique.

## Biographie
Né le 30 juin 1915 à Elan, (Saratov). En 1933, Kouznetsov a mène des études à l'Institut de technologie chimique d'Ivanovo puis à l'Université d'État de Saratov.
Entre 1938 et 1941, il travaille à l'Institut automobile et routier de Saratov (aujourd'hui Université Yuri Gagarin de Saratov) jusqu'à sa mobilisation lors de la deuxième guerre mondiale qui durerait depuis juin 1941 et la fin de la guerre. Par la suite, Kouznetsov a servi dans l'administration de l'Allemagne de l'Est. Il a ensuite revenu vers la recherche au sein de l'Institut d'histoire des sciences naturelles et technologiques. S.I. Vavilova.
Tout le long de son parcours, Kuznetsov écrivit 25 monographies et de plus de 200 articles scientifiques sur la philosophie et histoire de la chimie. Entre 1969 et 1977 il est Professeur du Département de matérialisme dialectique et historique Université de technologie chimique Dmitri-Mendeleïev de Moscou en enseignant un cours « Dialectique de la chimie » pour les étudiants diplômés et les professeurs de chimie.
Kouznetsov a développé la théorie des systèmes conceptuels pour le développement de la chimie, qui est présentée dans sa version la plus complète dans le livre « General Chemistry : Development Trends » (1989), theories qui ont donné lieux a des travaux visant à améliorer les méthodes d'enseignement de la chimie. Il est membre de l'de l'Académie internationale d'histoire des sciences de Paris depuis 1978. Sa tombe se trouve au cimetière de Khimki .